# Будслав (селище)
Будслав (біл. Будслаў) — селище в складі Мядельського району Мінської області, Білорусь. Село підпорядковане Будславській сільській раді, розташоване в північній частині області.